# Eartheater
Alexandra Drewchin, conhecida profissionalmente como Eartheater, é uma multi-instrumentista, produtora, compositora e vocalista americana. Nascida na Pensilvânia, filha de pai russo e mãe inglesa, se apresenta desde 2009. Sua música foi lançada pelos selos independentes Hausu Mountain e PAN.

## Carreira
Eartheater lançou cinco álbuns solo completos e uma mixtape. Metalepsis e RIP Chrysalis (2015) foram lançados pelo selo Hausu Mountain, de Chicago. Revendo seu primeiro álbum, Colin Joyce do Pitchfork observou que Metalepsis é uma música construída para deprimir e envolver você, e talvez até, como sugere o apelido de Drewchin, engolir mundos inteiros".
Irisiri (2018) foi lançado no PAN, com sede em Berlim. Andrew Ryce, do Resident Advisor, descreveu o álbum como "desconcertante e inspirado em igual medida", e a Pitchfork o nomeou um dos "melhores álbuns experimentais de 2018".
Depois de contribuir com uma nova faixa única para uma compilação Doom Trip em abril, Eartheater anunciou em agosto de 2019 que lançaria a mixtape Trinity em outubro de 2019 por meio de seu próprio selo, Chemical X. Em dezembro do mesmo ano, ela lançou um EP colaborativo com LEYA intitulado Angel Lust for PAN.
Em maio de 2020, Eartheater compartilhou o single "Below the Clavicle", que mais tarde foi incluído em seu quarto álbum, Phoenix: Flames Are Dew Upon My Skin, lançado pela PAN em 2 de outubro de 2020. O álbum foi criado principalmente durante uma residência artística de dez semanas em Saragoça, Espanha, inspirando-se na geologia da Terra.
Além de seu trabalho solo, Eartheater colaborou com artistas como Show Me the Body e Moor Mother. Ela também contribuiu com guitarra no single "Ocean of Tears" de Caroline Polachek de 2019 e fez um cover de Fade into You de Mazzy Star com Sega Bodega em Reestablishing Connection, um projeto cover que beneficia o AIM COVID-19 Crisis Fund. Em novembro de 2022, a filha de Madonna, Lourdes Leon, lançou seu primeiro EP Go, produzido executivamente por Eartheater, sob o apelido de Lolahol via Chemical X. Seu álbum Powders foi lançado em 20 de setembro de 2023. Um álbum irmão, chamado "Aftermath", será lançado em 2024.